# Chaozhou
Chaozhou is een stad in de gelijknamige prefectuur in het zuidoosten van China. De stad ligt aan de kust in het oosten van de provincie Guangdong. In het zuiden grenst de stad aan Shantou, in het zuidwesten aan Jieyang, in het noordwesten aan Meizhou, in het oosten aan de provincie Fujian en in het zuidoosten aan de Zuid-Chinese Zee. De belangrijkste omgangstalen en dialecten zijn het Standaardmandarijn, het naar de stad genoemde Chaozhouhua en het Standaardkantonees. 
Bij de volkstelling van 2020 had de stad 1,3 miljoen inwoners, de gehele prefectuur had 2,6 miljoen inwoners. Met de aan elkaar gegroeide steden Shantou en Jieyang vormt het de metropool "Chaoshan" met 11,6 miljoen inwoners.

## Districten
Chaozhou is een stadsagglomeratie die ingedeeld is in vier districten:
- Xiangqiao (湘桥区)
- Fengxi (枫溪区)
- Chao'an (潮安县)
- Raoping (饶平县)

## Geografie
Chaozhou is gelegen in het oosten van Kanton. De rivier Hanjiang (韩江) stroomt door deze stad.

## Geschiedenis
In 214 v.Chr. is Chaozhou voor het eerst genoemd in geschriften.
In de 18e eeuw tot de jaren 1930 zijn veel mensen uit Chaozhou geëmigreerd naar Zuidoost-Azië. De reden was dat er grote misoogsten, hongersnood en werkloosheid waren in de regio. In de jaren 1950 zijn er ook heel veel mensen uit deze stad naar Hongkong geëmigreerd.
In Hongkong stonden de Chaozhouers bekend als luidruchtige, woeste mensen waar je beter geen ruzie mee kon maken. De meeste Chaozhouers in Hongkong woonden in de arme wijken onder de berg Lion Rock en in de toenmalige ommuurde flatwijk Kowloon. In de wijken waren vaak grote sociale problemen, doordat de flats een gezamenlijk fornuis, toilet en douche hadden op elke verdieping. Als een Chaozhouer werd geplaagd of benadeeld, riep hij z'n dorpsgenoten en ontstond er een vechtpartij. De Chaozhouers spreken ook nog eens een dialect dat voor Kantonezen amper verstaanbaar is. Velen zijn nu succesvolle zakenlui, goudhandelaren en politici geworden.

## Cultuur
De stad heeft een andere cultuur dan de rest van de Chinese provincie Kanton. Dat komt doordat de stad qua taal en cultuur eigenlijk meer bij Fujian hoort dan bij Kanton. Zo is het dialect Chaozhou een broertje van het grote Zuidelijk Min-dialect, dat gesproken wordt in Zuid-Fujian. De Chaozhouers hebben ook een heel andere keuken, namelijk de Chaozhou-keuken. De Chaozhou keuken is erg populair in Hongkong.
Chaozhou heeft de Chao-opera (潮劇) die behoorlijk verschilt van het Kantonese Yue-opera. De belangrijkste verschillen liggen in taal (Chaozhou) en muziekvormen. Ook worden in de Chao-opera andere kostuums gebruikt. Ze gebruiken soms maskers, die in de Kantonese opera niet te vinden zijn.
De meeste inwoners van Chaozhou zijn Boeddhist of Daoïst.

## Bekende inwoners van Chaozhou

### Geboren
- Li Ka-shing (李嘉诚) (1928), Hongkongse zakenman en miljardair
- Da-Wen Sun (1962), professor

### Jiaxiang, woonachtig (geweest)
- Adam Cheng (郑少秋) (1947), Hongkongse acteur en zanger
- Tan Soo Khoon(陈树群) (1949), Singaporees politicus
- Teo Chee Hean (张志贤) (1954), Singaporees politicus en admiraal
- Emil Chau (周华健) (1960), Hongkongse zanger en acteur
- Kwong Wa (江華) (1961), Hongkongse acteur en zanger
- Canti Lau (劉錫明) (1964), Hongkongse acteur en zanger
- Rocky Cheng (鄭健樂) (1967), Hongkongse acteur en presentator
- Huang Guangyu (黄光裕) (1969), zakenman
- Ma Huateng (马化腾) (1971), zakenman en miljardair
- Michael Chang (1972), Chinees-Amerikaanse tennisser
- Sammi Cheng (鄭秀文) (1972), Hongkongse zangeres en actrice
- Miriam Yeung (楊千嬅) (1974), Hongkongse actrice en zangeres
- Matthew Ko (高鈞賢) (1984), Chinees-Canadese acteur en fotomodel